# Sin novedad en el frente (película de 1930)
Sin novedad en el frente (título original: All Quiet on the Western Front) es una película épica antibélica estadounidense de 1930 producida en la época pre-Code y basada en la novela homónima de 1929 del novelista alemán Erich Maria Remarque. Dirigida por Lewis Milestone, está protagonizada por Lew Ayres, Louis Wolheim, John Wray, Arnold Lucy y Ben Alexander.
Sin novedad en el frente se estrenó con gran éxito en los Estados Unidos. Considerada un relato realista y desgarrador de la Primera Guerra Mundial, fue incluida en la primera lista AFI's 100 años... 100 películas del American Film Institute en 1997. Una década más tarde, después de que esa misma organización encuestara a más de 1.500 trabajadores de la comunidad creativa, Sin novedad en el frente fue clasificada como la séptima mejor película épica estadounidense.En 1990, la película fue seleccionada para su incorporación en el Registro Nacional de Películas de la Biblioteca del Congreso de los Estados Unidos por ser considerada «cultural, histórica o estéticamente significativa». El film, que fue el primero en ganar de forma conjunta los Premios Óscar en las categorías de Óscar a la mejor película y Óscar a la mejor dirección, fue también la primera película basada en una novela que ganaba el Óscar a la mejor película.
La secuela, The Road Back (1937), ofrece un retrato del regreso a casa tras la guerra de los miembros de la 2ª Compañía.

## Argumento
El profesor Kantorek da un apasionado discurso a sus alumnos alemanes sobre la gloria de servir en el Ejército y «salvar a la Patria». A un paso de convertirse en hombres, estos estudiantes, liderados por Paul Bäumer, se animan a formar parte del ejército como la nueva 2ª Compañía. Sus románticas ilusiones se desvanecen rápidamente durante un breve pero exigente entrenamiento bajo las órdenes del abusivo cabo Himmelstoss.
El contingente de soldados llega en tren a la caótica zona de combate. Uno de los miembros del grupo es asesinado antes de que los reclutas logren alcanzar su puesto, lo que conmueve profundamente a uno de los nuevos soldados (Behn). Tras su accidentada llegada, los soldados son asignados a una unidad compuesta por veteranos de más edad y poco hospitalarios. Dado que llevan varios días sin comer, sobornan con cigarrillos al cabo «Kat» Katzinsky (que ha robado un cerdo sacrificado de una cocina de campo) a cambio de una ración de comida.
El primer viaje que hacen los reclutas, en compañía de los veteranos, a las trincheras se convierte en una experiencia angustiosa, pues Behn es asesinado. El escenario del frente se utiliza para describir la Guerra de trincheras, durante la que se producen numerosas bajas en ambos bandos. Finalmente, los soldados son enviados de vuelta a las cocinas de campo para recoger sus raciones, que son dobles debido al número de muertes que se han producido desde su llegada. Al enterarse de que deberán volver al frente al día siguiente, los integrantes del contingente se enfrascan en una discusión sobre las causas de la Primera Guerra Mundial y de las guerras en general. 

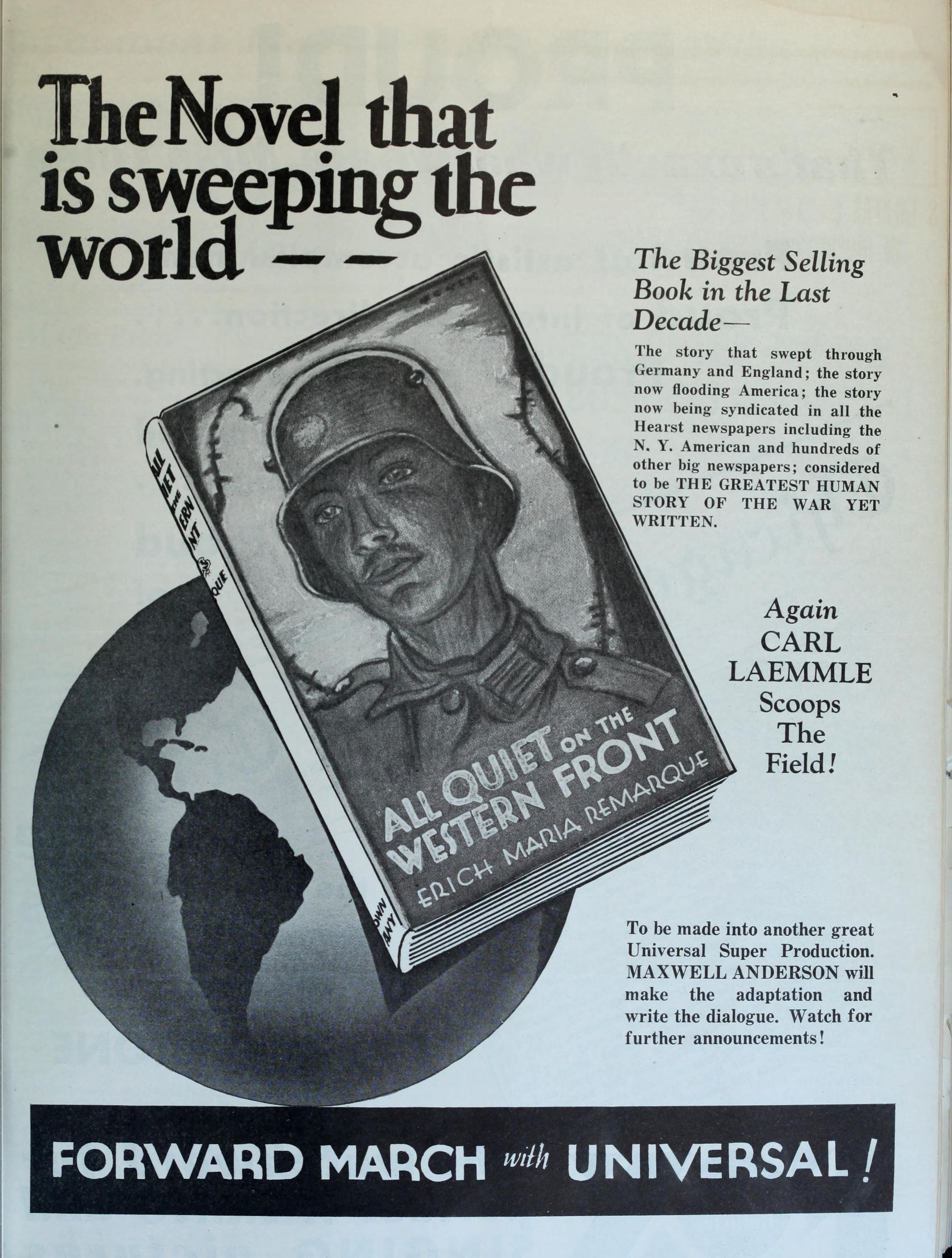
Anuncio con la portada del libro en The Film Daily, 1929

El día en que el cabo Himmelstoss llega al frente es rechazado por su mala reputación. Se ve obligado a ir al frente con la 2ª Compañía, donde es asesinado inmediatamente. En un ataque a un cementerio, Paul apuñala a un soldado francés y pasa la noche atrapado en un agujero con el moribundo al que atacó. Intenta salvarlo, pero no lo consigue, y pide perdón. Más tarde, regresa a las líneas alemanas, donde Kat le consuela.
De vuelta en el frente, Paul es herido de gravedad, por lo que es trasladado a un hospital católico, junto con su buen amigo Albert Kropp. A Kropp le amputan la pierna y a Paul lo llevan a la sala de curas, de la que, según se dice, nadie ha vuelto vivo. Sin embargo, más tarde regresa triunfante a la sala general, donde encuentra a Kropp con los ánimos muy bajos.
Paul recibe un permiso y vuelve a casa para visitar a su familia. Le sorprende lo desinformados que están todos sobre la situación real de la guerra así como su optimismo. Cuando Paul visita la escuela donde fue inicialmente reclutado, comparte sus experiencias y su decepción respecto de la guerra con el profesor Kantorek y sus jóvenes alumnos, que le llaman «cobarde».
Desilusionado y frustrado, Paul regresa al frente. Allí se encuentra con otra 2ª Compañía integrada por nuevos jóvenes reclutas, que a estas alturas también se sienten profundamente decepcionados. Mantiene una conversación con Kat, durante la que hablan sobre la incapacidad de la gente para comprender la inutilidad de la guerra. Kat se rompe la espinilla cuando una bomba, lanzada por un avión, cae cerca de él, así que Paul lo lleva de vuelta a un hospital de campaña, sólo para descubrir que una segunda explosión ha matado a Kat. Destrozado por la pérdida de su mentor, Paul se marcha.
En la escena final, Paul vuelve al frente. Ve una mariposa justo al otro lado de su trinchera. Sonriendo, se acerca a ella y en ese preciso instante un francotirador enemigo le dispara y le mata. La secuencia final muestra a la 2ª Compañía llegando al frente por primera vez, una imagen que se desvanece a medida que da paso a un cementerio.

## Reparto
- Lewis Ayres – Paul Bäumer

- Louis Wolheim – Stanislaus Katczinsky
- John Wray – Himmelstoss
- Arnold Lucy – Professor Kantorek
- Ben Alexander – Franz Kemmerich
- Scott Kolk – Leer
- Owen Davis, Jr – Peter
- William Bakewell – Albert Kropp
- Russel Gleason – Müller
- Richard Alexander – Westhus
- Harold Goodwin – Detering
- Slim Summerville – Tjaden
- Walter Browne Rogers – Behn
- G. Pat Collins – Lieutenant Bertinck
- Edmund Breese – Herr Meyer, el orador de Stammtisch
- Beryl Mercer – Frau Bäumer, la madre de Paul
- Marion Clayton – Erna, la hermana de Paul (sin acreditar)
- Heinie Conklin – Josep Hammacher (sin acreditar)
- Bertha Mann – Sister Libertine, enfermera (sin acreditar)
- Raymond Griffith como el soldado francés asesinado (sin acreditar)
- William Irving – Ginger, el cocinero del ejército (sin acreditar)
- Yola d’Avril – Suzanne (sin acreditar)
- Edwin Maxwell – Herr Bäume (sin acreditar)
- Bodil Rosing como madre de un paciente de hospital (sin acreditar)
- Maurice Murphy como soldado (no acreditado)
- Arthur Gardner como estudiante de clase (sin acreditar) (en el momento de su muerte, en diciembre de 2014, era el último miembro superviviente del reparto o del equipo)

## Producción
En la película, Paul recibe un disparo mientras atrapa una mariposa. La escena, que difiere de la que se describe en el libro, se inspira en una escena anterior en la que se mostraba una colección de mariposas en casa de Paul y fue rodada durante la fase de montaje, por lo que los actores ya no estaban disponibles. Milestone tuvo por ello que utilizar su propia mano para simular la de Paul.
La conocida actriz cómica ZaSu Pitts fue inicialmente elegida para interpretar a la madre de Paul y completó, de hecho, la película. Sin embargo, el público que asistió al preestreno, que estaba acostumbrado a verla en papeles cómicos, no pudo evitar la risa cuando apareció en pantalla. Milestone decidió por ello volver a rodar sus escenas con Beryl Mercer antes de que se estrenara la película. El público asistente al preestreno fue, por lo tanto, el único que vio a Pitts en el papel. Eso sí, aparece alrededor de unos 30 segundos en el tráiler original de la película.
La película se filmó con dos cámaras una al lado de la otra; uno de los negativos, se editó como película sonora y el otro como «International Sound Version» para su distribución en países de habla no inglesa.
Dado que un gran número de veteranos del ejército alemán vivía en Los Ángeles en aquel momento, se les contrató como actores secundarios y asesores técnicos para el rodaje. Para la producción se utilizaron unos 2.000 extras, entre ellos el futuro director Fred Zinnemann (Solo ante el peligro, De aquí a la eternidad, Un hombre para la eternidad, Julia), que fue despedido por insolencia.

## Estrenos
La «International Sound Version» original de la película, de 152 minutos de duración,se proyectó por primera vez en Los Ángeles el 21 de abril de 1930 mientras que su estrenó en Nueva York tuvo lugar el 25 de abril de 1930. Esta versión tiene intertítulos y una pista sincronizada de música y efectos. El 29 de abril de 1930 se presentó en Nueva York una versión sonora con guion. Antes de que la cinta debutara en Londres el 14 de junio de 1930, se sometió una versión del film de 147 minutos, que finalmente sería recortada a 145 minutos,a la censura británica.La película se estrenó en los Estados Unidos el 24 de agosto de 1930. La versión sonora se volvió a estrenar en 1939, aunque recortada a diez rollos. Esta misma versión, de 102 minutos, fue reestrenada con gran éxito por Realart Pictures en 1950, y Universal-International la llevó de vuelta a los cines en 1958.

Con motivo de su estreno, Variety hizo la siguiente reseña:
La Sociedad de Naciones no podría hacer mejor inversión que comprar la copia original, reproducirla en todos los idiomas y exhibirla en todas las naciones hasta que la palabra «guerra» desaparezca de los diccionarios.
Parte del mérito del éxito de la película se ha atribuido a la dirección de Lewis Milestone:
Sin pretender atenuar ni negar ninguna [...] crítica, es preciso decir que, desde la Primera Guerra Mundial hasta Corea, Milestone podía situar al espectador en medio de un campo de batalla y lograr que la terrible confusión del mismo le pareciera demasiado real. Steven Spielberg reconoció que el trabajo de Milestone había servido de fuente de inspiración en Rescatando al soldado Ryan [...] Hay que destacar la gran aportación de Lewis Milestone al cine bélico.
En contra de los deseos del director, las reediciones posteriores fueron objeto de importantes recortes y se acompañó el final de la película de nueva música. Antes de fallecer en 1980, Milestone pidió a Universal que restaurara completamente la película y que se eliminara la música del final. Dos décadas más tarde, cuando en 2006 la Biblioteca del Congreso de los Estados Unidos llevó a cabo una exhaustiva restauración de la película, los deseos de Milestone finalmente se cumplieron. Esta versión incorpora todas las secuencias conocidas que se conservan y dura 133 minutos.

### Vídeo doméstico
Se han distribuido varias versiones editadas en vídeo, incluido un Laserdisc japonés subtitulado con una duración de 103 minutos. El Laserdisc estadounidense de 1987 y el primer DVD estadounidense, lanzado en 1999, utilizan la misma copia británica sin restaurar de 131 minutos. Desde 2007, se han realizado numerosas versiones internacionales de la restauración de 2006 de la Biblioteca del Congreso en DVD y Blu-ray.Además, este último formato contiene una restauración de 133 minutos de la versión sonora internacional, aunque etiquetada incorrectamente como «versión muda».

## Recepción

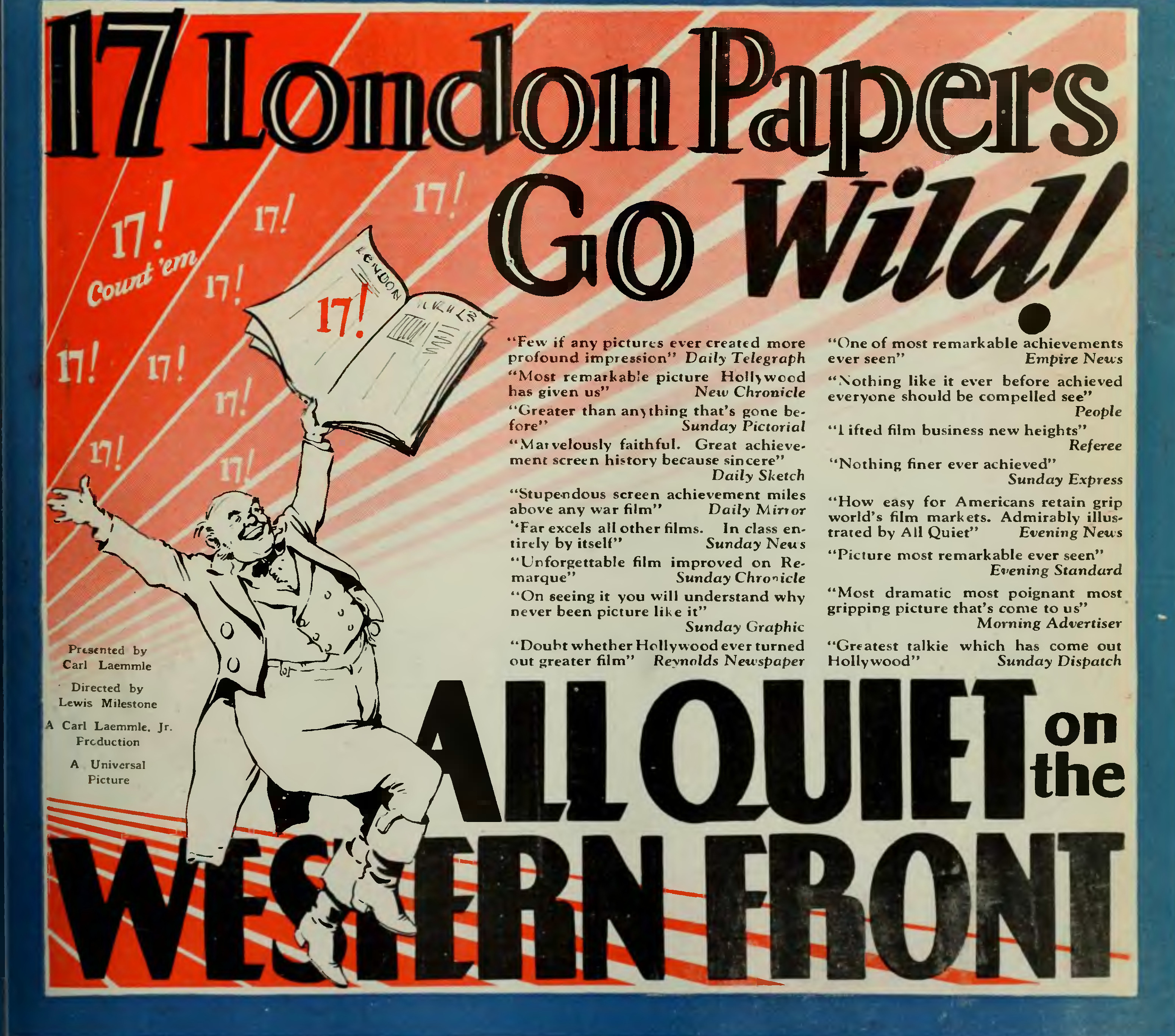
“17 London Papers Go Wild!” Sin novedad en el frente, anuncio de The Film Daily, 1930

### Respuesta crítica
Sin novedad en el frente recibió excelentes críticas en los Estados Unidos. En el New York Daily News, Irene Thirer afirmó lo siguiente: «Parece la obra de un genio vanguardista, pero nada más lejos de la realidad; las actuaciones, a cargo de un reparto magnífico, están llenas de sensibilidad y el trabajo de cámara puede describirse como el más notable que se haya realizado en una pantalla muda o sonora, alrededor de los estudios de Hollywood. […] Felicitamos a todos los implicados en esta película».Variety elogió la película por ser «una historia de guerra desgarradora, truculenta y horripilante, muy convincente por su realismo, grandeza y repulsión».
En una reseña retrospectiva, la crítica cinematográfica estadounidense Pauline Kael comentó: «El año 1930 fue, por supuesto, un buen año para el pacifismo, que siempre aflora entre guerras; Milestone no realizó películas pacifistas durante la Segunda Guerra Mundial, como tampoco lo hizo nadie más que trabajara en Hollywood. Además, ¿quizá no era más fácil dejar Sin novedad solo porque sus héroes eran alemanes? La guerra siempre parece ser una gran tragedia cuando se cuenta desde el punto de vista de los perdedores».
La web de críticas cinematográficas, Rotten Tomatoes, le otorga un índice de aprobación del 97% con una calificación media de 9,2 sobre 10, basándose en 77 reseñas. El consenso entre los críticos de la página web afirma: «La brillante polémica antibelicista del director Lewis Milestone, protagonizada por una incomparable interpretación de Lew Ayres, pone al descubierto la trágica insensatez en el corazón de la guerra». En Metacritic la película tiene una puntuación de un 91 sobre 100 basada en 16 reseñas, lo que representa una «aclamación universal».

### Polémica y prohibiciones
Sin embargo, el argumento de la película sería el principal motivo de polémica en otros lugares. Debido a su mensaje antibelicista y en contra de Alemania, Adolf Hitler y el Partido Nazi se opusieron a la película. El 4 de diciembre de 1930, durante y después de su estreno en Berlín (Alemania), las milicias nazis, siguiendo instrucciones de Joseph Goebbels, consiguieron interrumpir las proyecciones para lo cual activaron bombas fétidas, lanzaron gas pimienta y soltaron ratones blancos en las salas. Llegaron incluso a agredir a miembros del público de origen judío y obligaron a apagar los proyectores. Mientras llevaban a cabo estas acciones, gritaban repetidamente: «Judenfilm!» («¡Película judía!»).
Goebbels incluyó una entrada en su diario personal sobre uno de estos disturbios:
En menos de diez minutos, el cine se ha convertido en la casa del terror. La policía no puede hacer nada. La gente enfurecida descarga su ira contra los judíos. El primer gran avance en el Este. «¡Judíos fuera! ¡Hitler está en la puerta!» La policía nos ayudaba. Los judíos son bajos y feos. La taquilla está asediada. Los cristales están rotos. Miles de personas disfrutan del espectáculo. Abandonan la proyección, al igual que en la siguiente. Hemos ganado. Los periódicos están llenos con nuestra protesta. Ni siquiera el Berliner Tageblatt se atreve a insultarnos. El país está de nuestro lado. En resumen: ¡hemos ganado!
La campaña nazi triunfó y las autoridades alemanas prohibieron la película el 11 de diciembre de 1930. Una versión mucho más corta fue autorizada en 1931, antes de que los nazis alcanzaran el poder en 1933 y se prohibiese de nuevo la película. El film fue finalmente reestrenado en Alemania el 25 de abril de 1952, en el Teatro Capital al Este de Berlín.
Entre 1930 y 1941, esta fue una de las películas prohibidas en Victoria (Australia), por motivos de «pacifismo», por la Junta de Clasificación Creswell O’Reilly. Sin embargo y pese a que el libro fue prohibido a nivel nacional, se decía que gozaba de «una larga y exitosa trayectoria» en otros estados.La película se prohibió también en Italia y Austria en 1931, levantándose solo dicha prohibición durante la década de 1980, y en Francia en 1963.

## Premios
Premios Óscar 1929-1930
| Categoría        | Nominado                                      | Resultado |
| ---------------- | --------------------------------------------- | --------- |
| Mejor película   | Universal (Carl Laemmle Jr., productor)       | Ganador   |
| Mejor dirección  | Lewis Milestone                               | Ganador   |
| Mejor guion      | George Abbott, Maxwell Anderson y Del Andrews | Nominado  |
| Mejor fotografía | Arthur Edeson                                 | Nominado  |

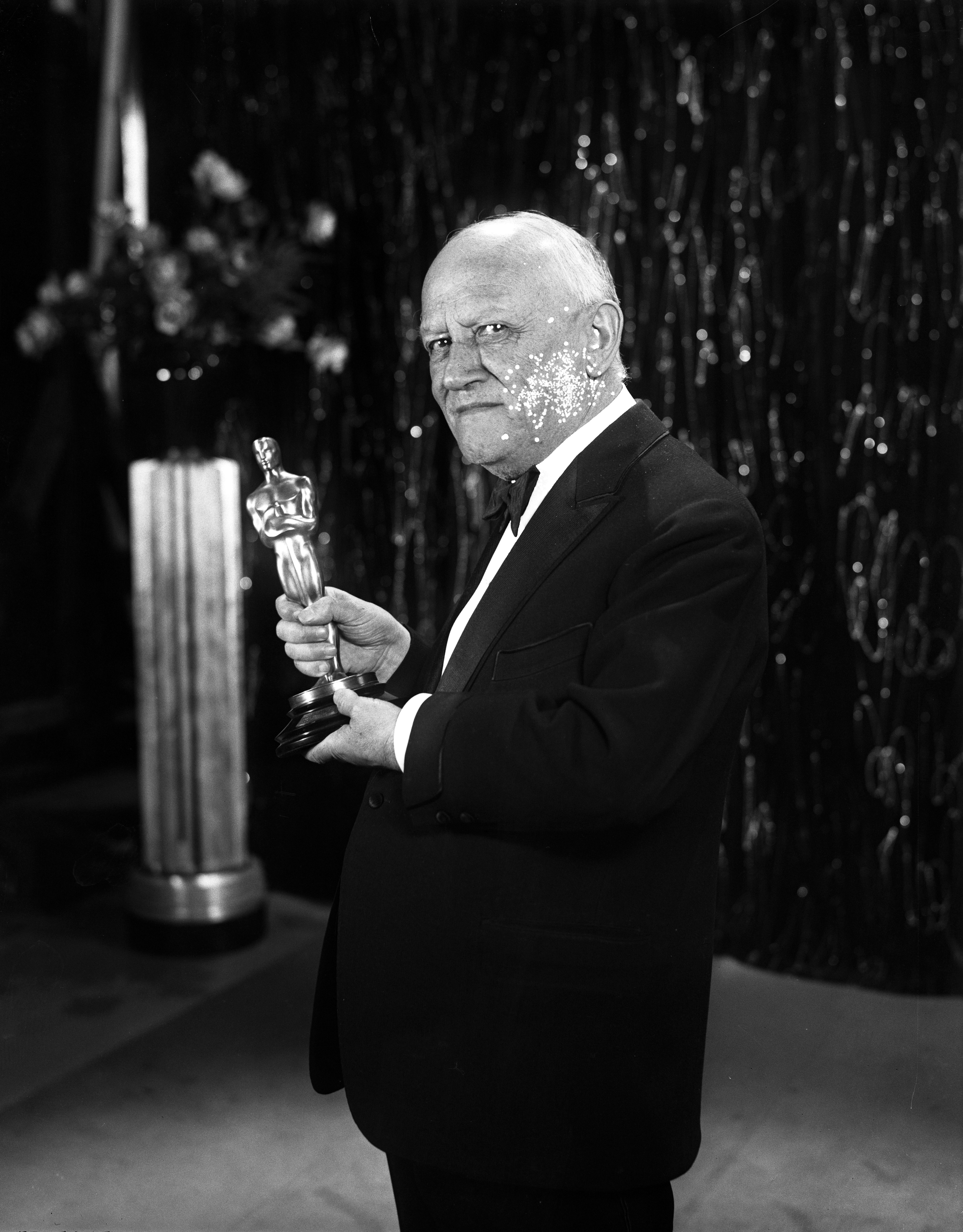
Carl Laemmle recibiendo el Óscar a la mejor película: Producción sobresaliente

Fue la primera película sonora sobre guerra en ganar premios Óscar.
Otros premios:
- 1930 Photoplay Medal of Honor (Medalla de honor a la película) – Carl Laemmle Jr.
- 1931 Premio Kinema Junpo Awards a la mejor película extranjera – Lewis Milestone
- 1990 Registro Nacional de Cine

Reconocimiento del Instituto Estadounidense del Cine
- AFI's 100 años... 100 películas – #54
- AFI's 100 años... 100 películas de suspense – Nominada
- AFI's 100 años... 100 frases
  - «Y nuestros cuerpos son de tierra. Y nuestros pensamientos son de arcilla. Y dormimos y comemos con la muerte» – Nominada.
- 100 años... 100 películas (edición 10º aniversario) – Nominada
- AFI's 10 Top 10 – #7 Cine épico